# SYUTO
SYUTO（しゅうと、1992年3月3日 - ）は、日本のピアニスト、作曲家、編曲家。茨城県出身。血液型はAB型。2016年3月より始まった平一洋のソロ活動Re:My BACTERIA HEAT IsLANDにて、Lichtという名でサポートピアノを務めた。聖飢魔IIの活動時はカミソリシュート。愛称はカミソリ。SYUTAという名でタロット占いをすることもある。

## 来歴
父は美術系の短大卒、母は音大を卒業してピアノ教室を営んでおり、幼少期から芸術に囲まれて育つ。2歳からクラシックピアノを始め、絶対音感を体得し、幼少期から数々のコンクールに出場するも、中学生でギターと出会ってからはバンド活動に熱中するようになる。高校ではバンドのベーシストとして活動していたが、高校を卒業し東京音楽大学器楽科ピアノ専攻に入学してからはピアノと作曲に専念するようになる。音大卒業時に音楽の教員免許を取得している。演奏活動をする傍ら、公立高校の音楽の非常勤講師をしていたが、10年務めたのち退職。

## 経歴
2016年よりLAID BACK OCEANに加入しピアニストと作曲も担当するようになる。1st ALBUM「NEW MOON」や4th Mini Album「DEFY」では作曲も含めレコーディングに参加。ライブ活動ではイナズマロックフェス、ジャイガ等のフェスに参加。LAID BACK OCEANのピアニストとして5年間活動するも、2021年10月8日に品川ステラボールのワンマンライブにて解散する。
2021年より自身がキーボードと全ての楽曲のプロデュースを務める3470.monとしての活動を本格的に開始。またこの頃からサポートミュージシャンとしての活動も開始。田口淳之介やCRAZY PUNK KIDのサポートを務める。
2022年より聖飢魔IIの期間再延長再集結 35++執念の大黒ミサツアーのサポートメンバー(名称：カミソリシュート)に選ばれる。氣志團万博2022に参加。